# Кациении
Кациениите (gens Catiena) са фамилия от Древен Рим.
Известни от фамилията са:
- Тит Кациен, за когото Цицерон пише, че е конник и познат на брат му Квинт Тулий Цицерон.[1]
- Публий Кациен Сабин, претор след 5 г.